# Archanthemis
Archanthemis, biljni rod iz porodice glavočika smješten u podtribus Anthemidinae. Nekoliko vrsta rašireno je po Središnjoj i Maloj Aziji, Kavkazu i na jugu istočne Europe (Rusija)

## Vrste
1. Archanthemis calcarea (Sosn.) Lo Presti & Oberpr.
2. Archanthemis fruticulosa (M.Bieb.) Lo Presti & Oberpr.
3. Archanthemis marschalliana (Willd.) Lo Presti & Oberpr.
4. Archanthemis trotzkiana (Claus ex Bunge) Lo Presti & Oberpr.